# Philippe de Courtejoye
Philippe de Courtejoye, mort entre le 17 avril et le 22 mai 1554, est un seigneur de Grâce-Berleur.

## Biographie
Philippe de Courtejoye est cité comme seigneur de Grâce dans un acte daté du 9 octobre 1535. Il avait épousé Jeanne Fraipont dite de la Bouverie (ou Boverie) avec laquelle il eut cinq enfants: Philippe, André, Jean III, Marie et Agnès.
Lors de la lecture d'un cris du perron daté du 3 avril 1543, le seigneur se plaint d'avoir été attaqué un dimanche après minuit avec violence et injures.
Il mourut entre le 17 avril et le 22 mai 1554.
Le 15 septembre 1556, Charles Bloys, engage la seigneurie de Donstienne à Jeanne de Fraipont et sa fille Marie de Courtejoye pour servir d'hypothèque à cent couronnes d'or.

### connexes
- Seigneurie de Grâce-Berleur